# Автомобільна промисловість у Словаччині

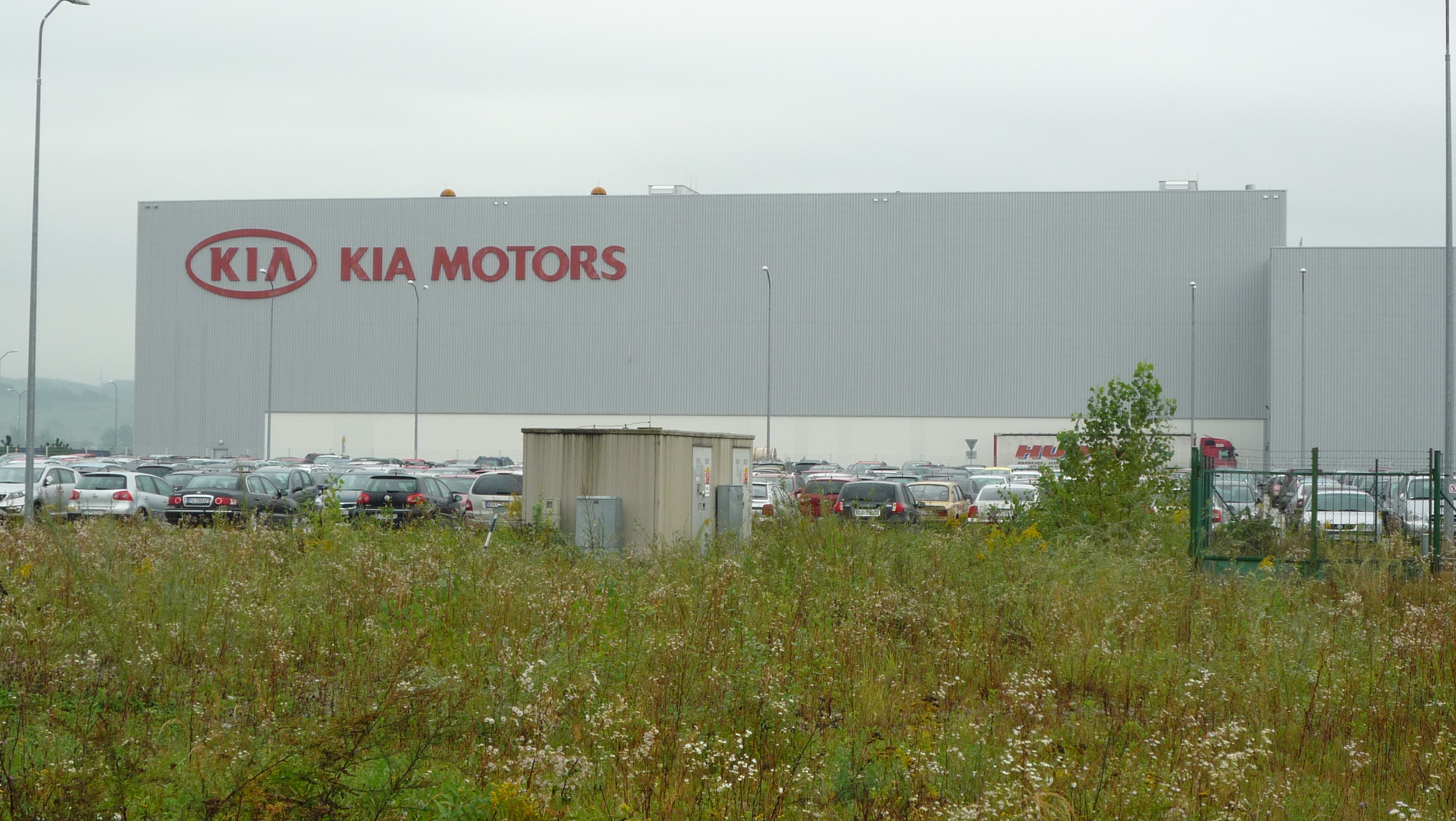
Завод Kia Motors Slovakia

Автомобільна промисловість Словаччини — галузь економіки Словаччини.
Починаючи з 2007 року Словаччина є найбільшим в світі виробником автомобілів на душу населення, виробивши в цілому  1,080,000 автомобілів у 2018 році (1,001,520 у 2017 році і 1,040,000 у 2016 році) в країні з 5-мільйонним населенням. Виробивши понад 1 мільйон автомобілів в 2016 році, словацький автопром займає 20-те в світі за виробництвом автомобілів на країну і 7-ме серед країн Європейського Союзу.
Автомобільна промисловість є найбільшою індустрією в Словаччині з часткою 12% від словацького ВВП в 2013 році, який склав 41% промислового виробництва і 26% експорту Словаччини. У 2014 році в автомобільній галузі працювало приблизно 80,000 осіб. Ще 1,500 осіб було зайнято на виробництві Jaguar Land Rover в Нітрі в 2018 році.
Наразі існує чотири автоскладальні заводи, п’ятий знаходиться на стадії будівництва:  Volkswagen Slovakia (з 1991 року) в Братиславі, Kia Motors Slovakia (з 2003 року) в Жиліні, PSA Peugeot Citroën Slovakia (з 2006 року) в Трнаві та Jaguar Land Rover Slovakia (з 2018 року) в Нітрі. Volvo буде виготовляти електромобілі на новому заводі, будівництво якого планується розпочати у 2023 році, а серійне виробництво розпочнеться у 2026 році.

## Історія

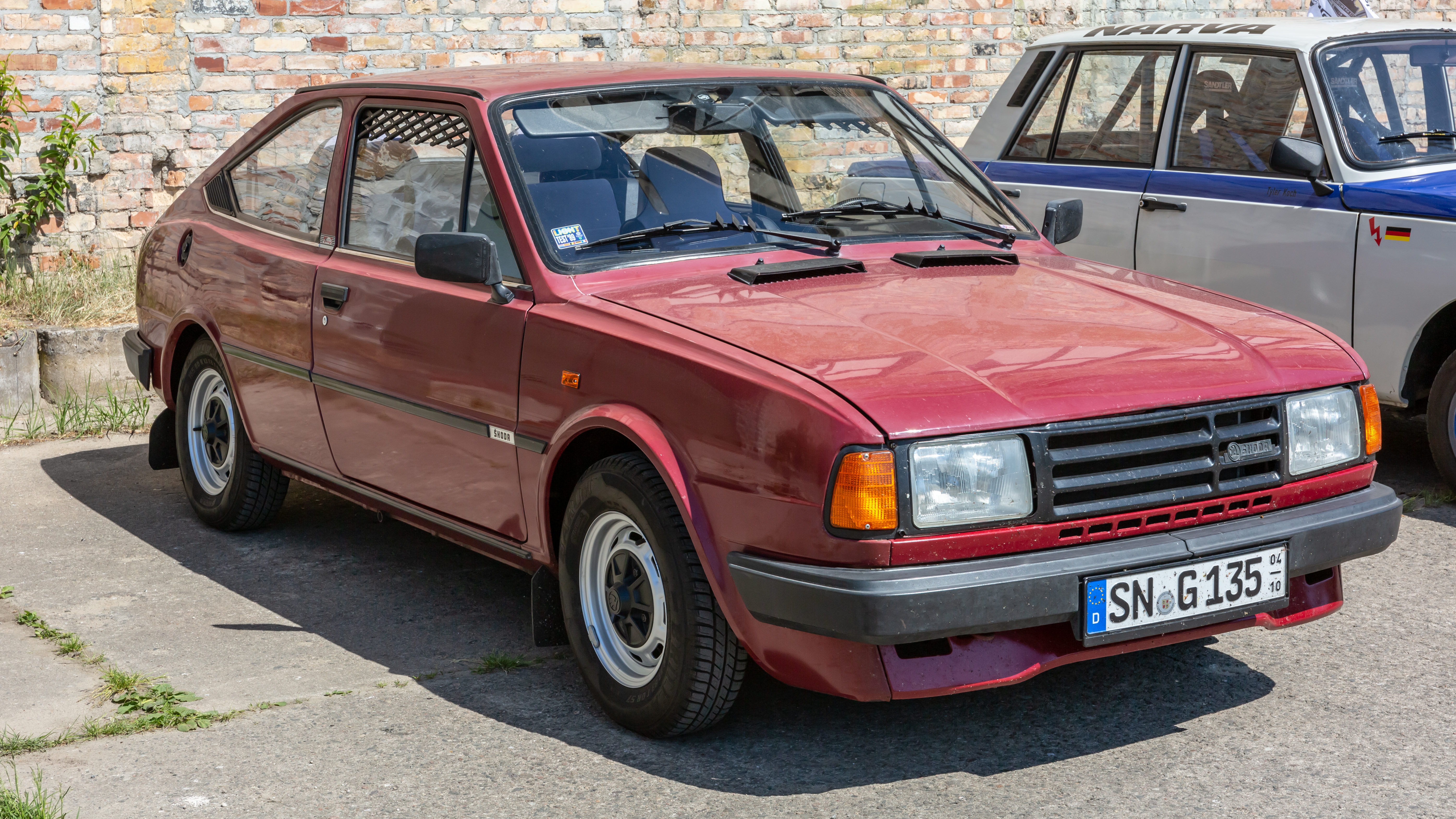
BAZ-Škoda Rapid (1984–1990)

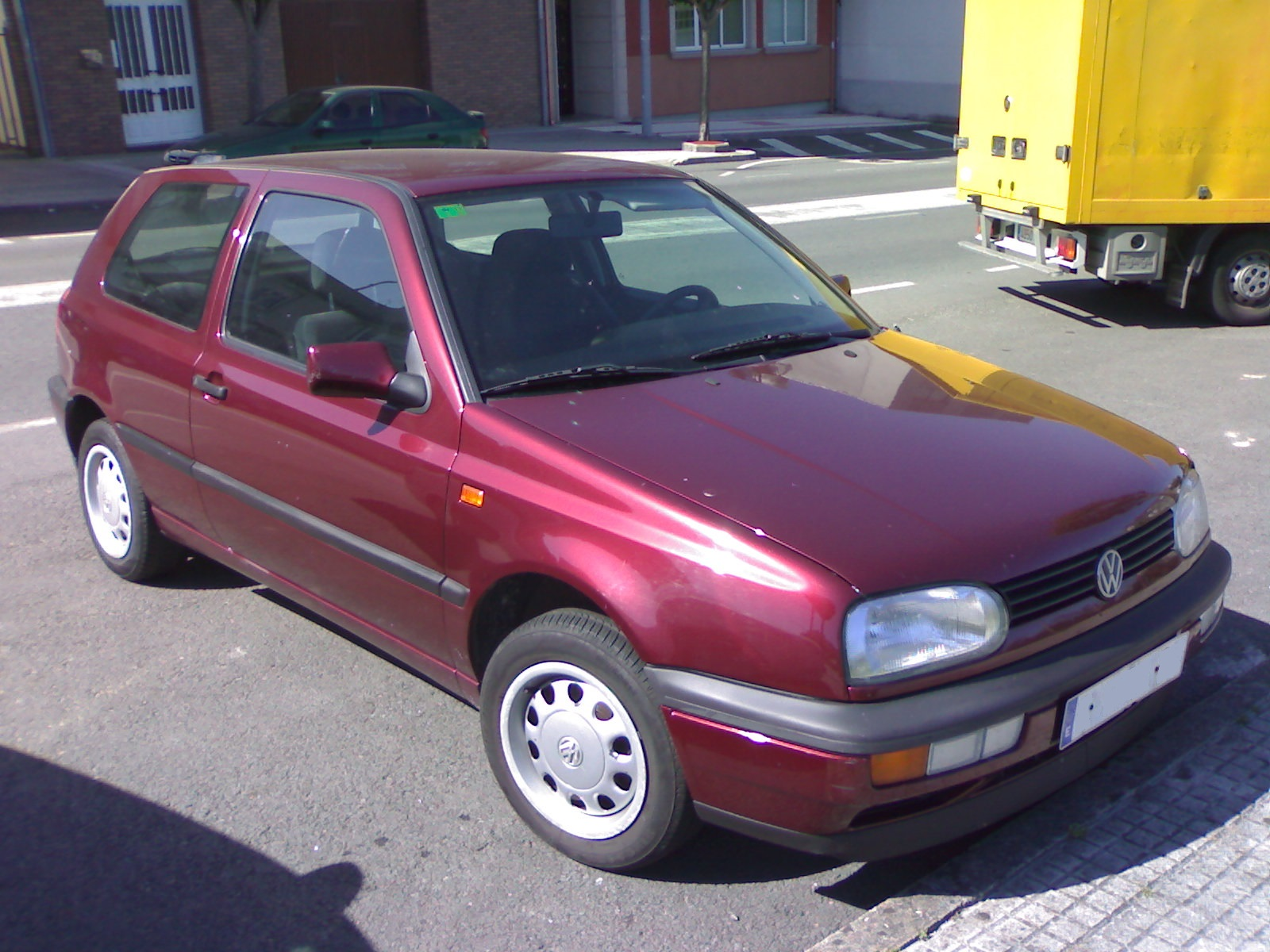
Volkswagen Golf III (1992–2000)

Перший автомобіль повністю побудований в Словаччині "Drndička" був зроблений ковалем Міхалом Маєром в 1913 році. Він скопіював автомобіль болгарського короля, який був у той час в подорожі через Словаччину. Після Першої світової війни (в 1918 році) Словаччина стала частиною новоствореної Чехословаччини. У чеській частині, промисловість перебувала під впливом в основному німців. 
Чеська давня традиція виробництва автомобілів почалася в 1897 році, коли на заводі в Копрживніце (Nesselsdorfer Wagenbau-Fabriks-Gesellschaft, пізніше Tatra) був вироблений перший чеський автомобіль (Präsident), а в 1898 році перший вантажний автомобіль. Škoda Auto (та її попередники) є п'ятою найстарішою компанією з виробництва автомобілів і має безперервну історію. Перший мотоцикл Škoda дебютував в 1899 році, а в 1905 році фірма почала виробництво автомобілів. 
Ще до Другої світової війни, автомобільна промисловість була значною і передовою частиною економіки колишньої Чехословаччини. Повоєнна соціалістична Чехословаччина відновила виробництво автомобілів з оригінальними марками і стала другою (після Польщі) в радянському блоці не враховуючи самого СРСР. Автомобілі та тролейбуси марки Škoda, вантажівки і трамваї Tatra та Avia, автобуси Karosa та мотоцикли Jawa і ČZ вироблялись в Богемії або Моравії, але не в Словаччині. 
Компанії в Словаччині, такі як Matador Púchov, VSŽ Košice та інші поставляли частини і компоненти до чеської частини республіки, але пізніше (з 1971 року) частина виробництва автомобілів Škoda була також у Словаччині на заводах Bratislavské automobilové závody (BAZ) та Trnavské automobilové závody (TAZ) та вантажівок Tatra на заводі в місті Бановце над Бебравоу. 

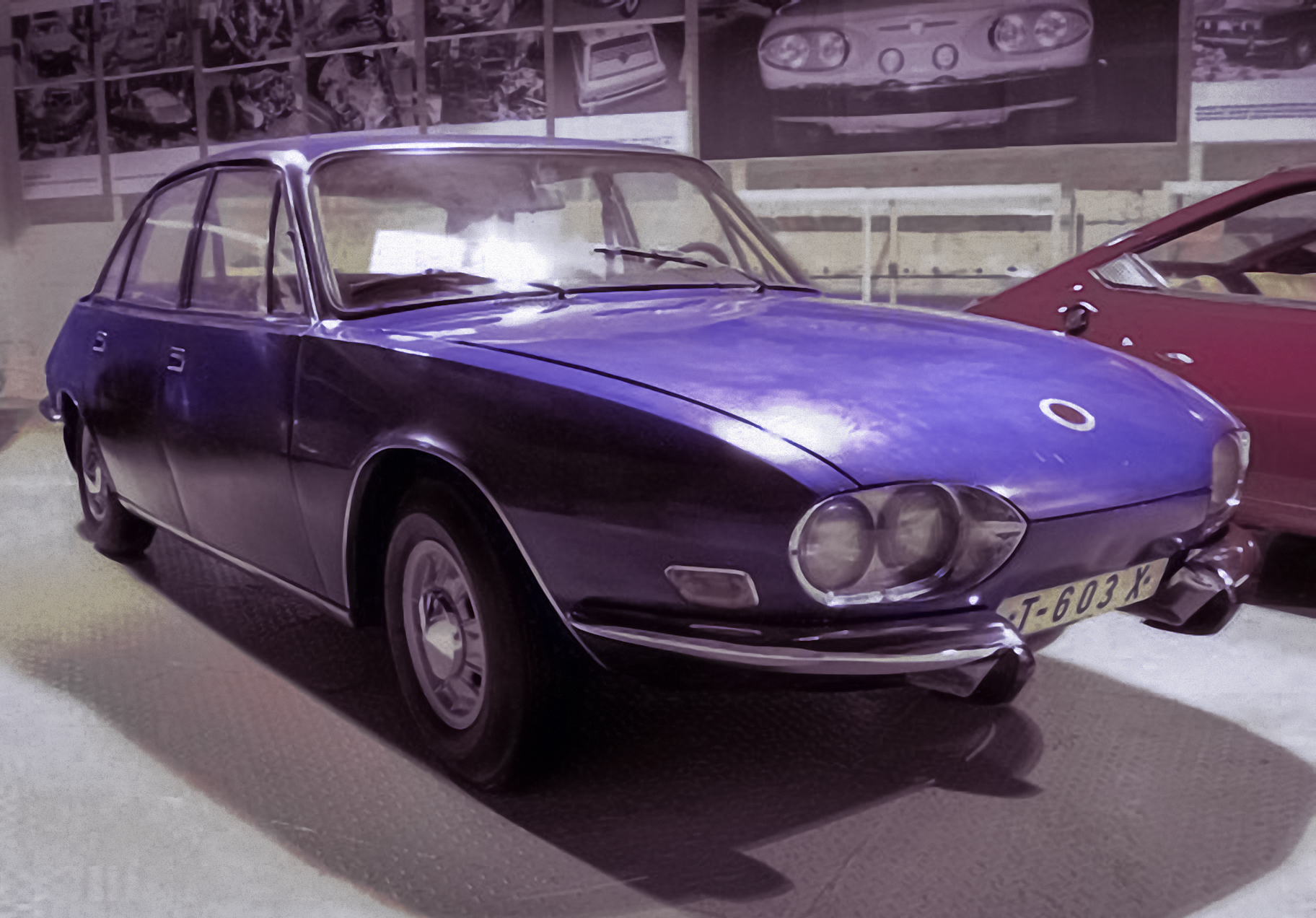
Tatra 603 X (1966) прототип
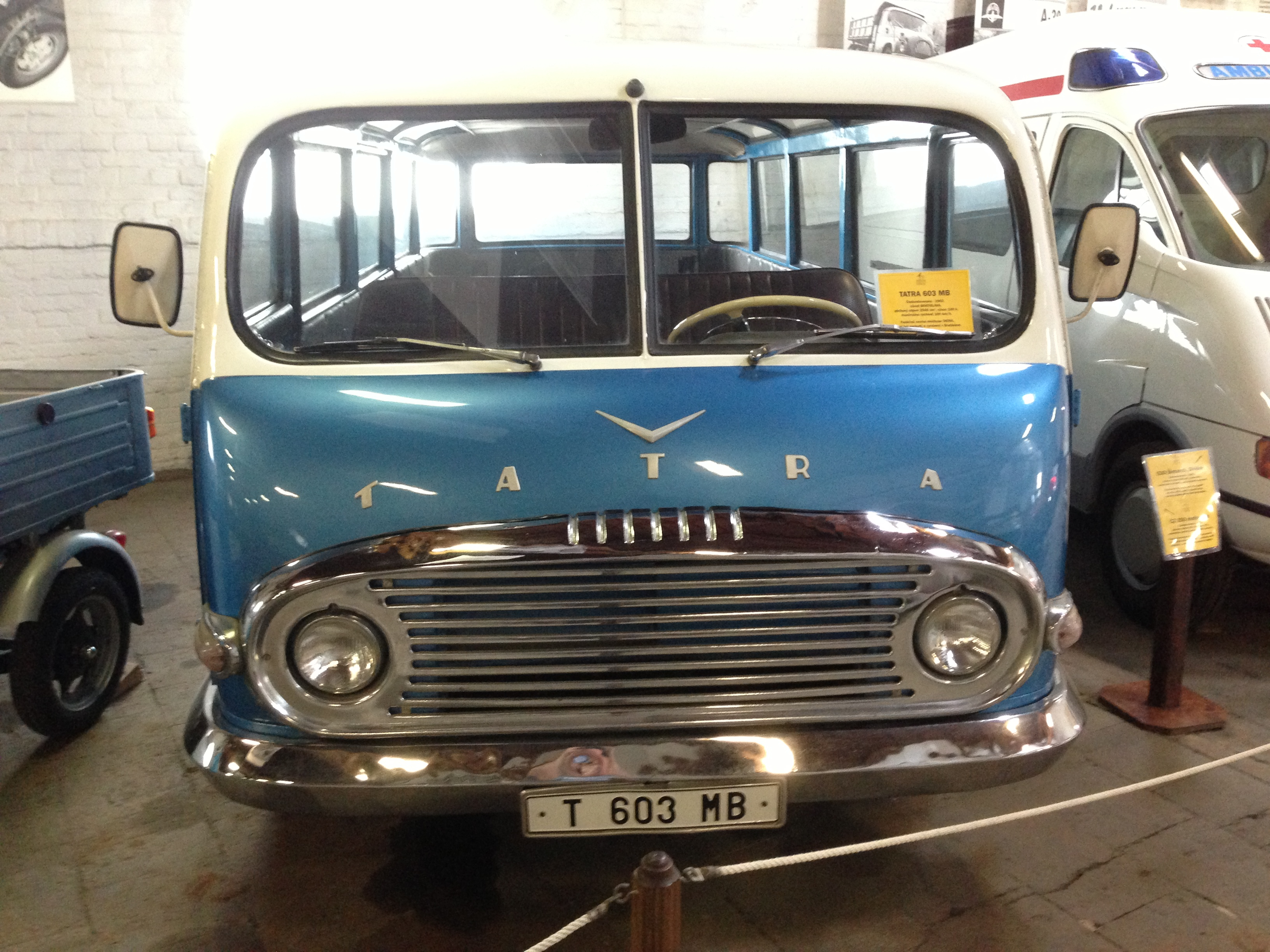
Tatra 603 MB (1961) прототип
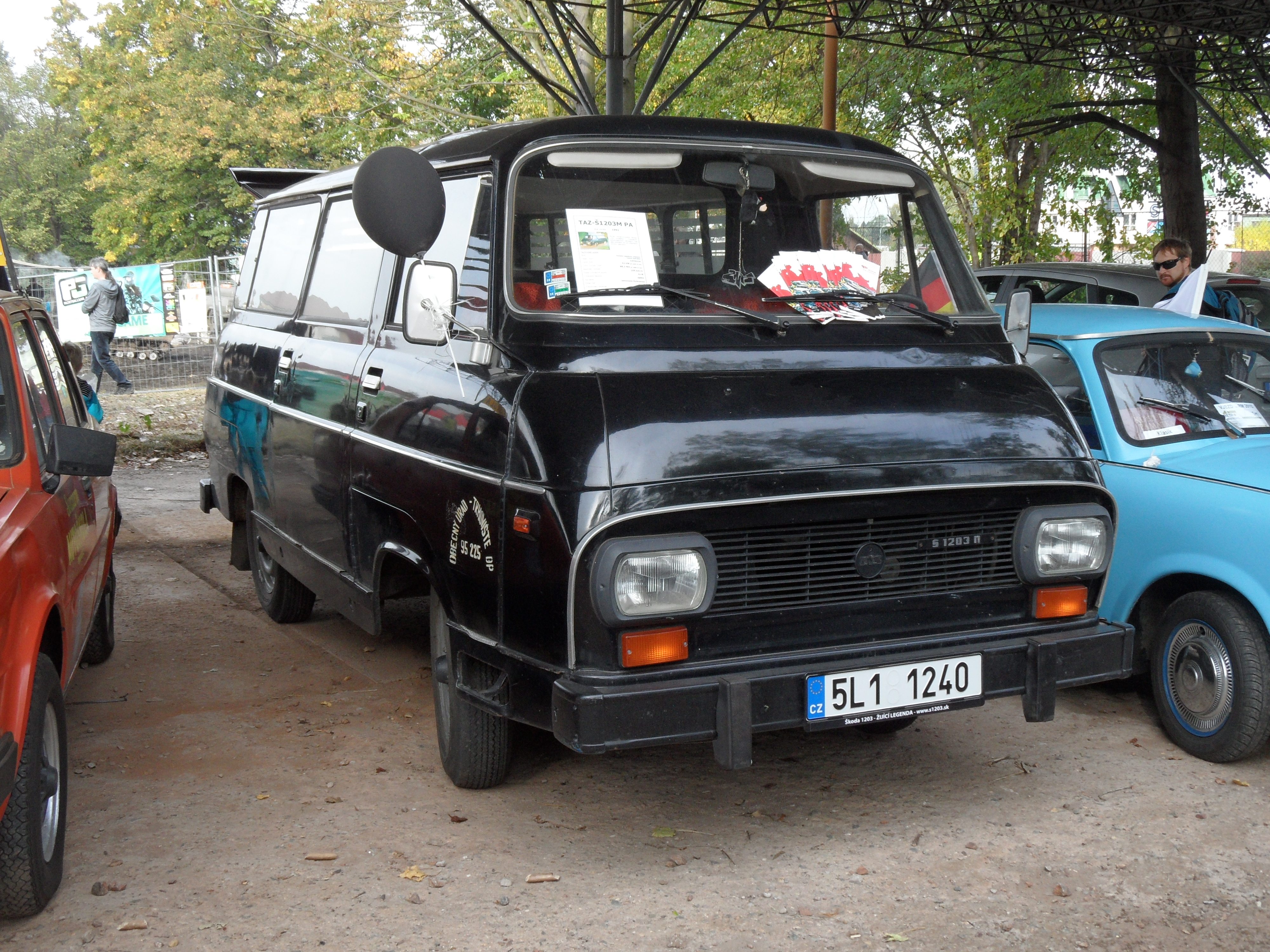
TAZ 1500 (1972–1999)
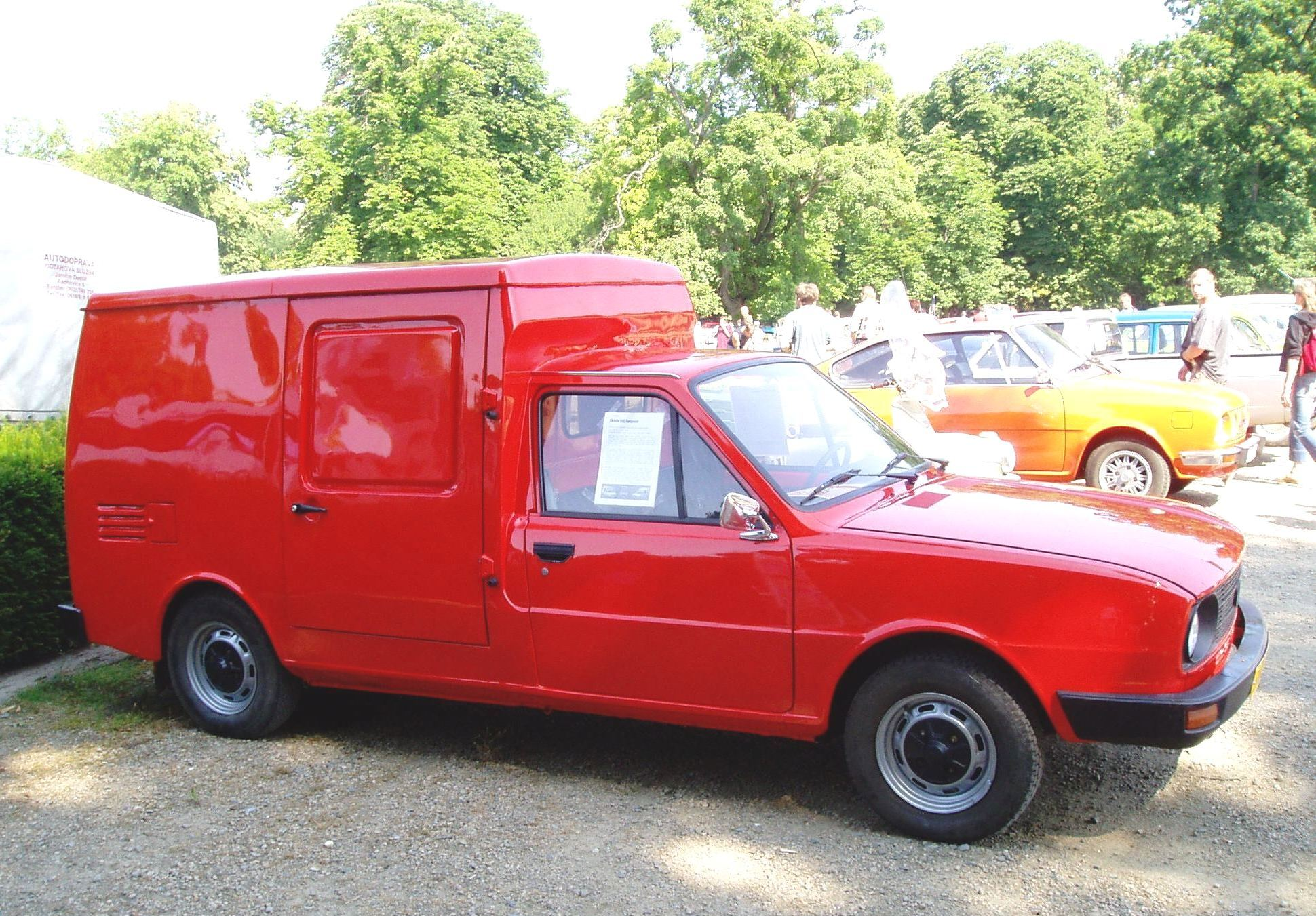
BAZ Furgonet (1983) прототип
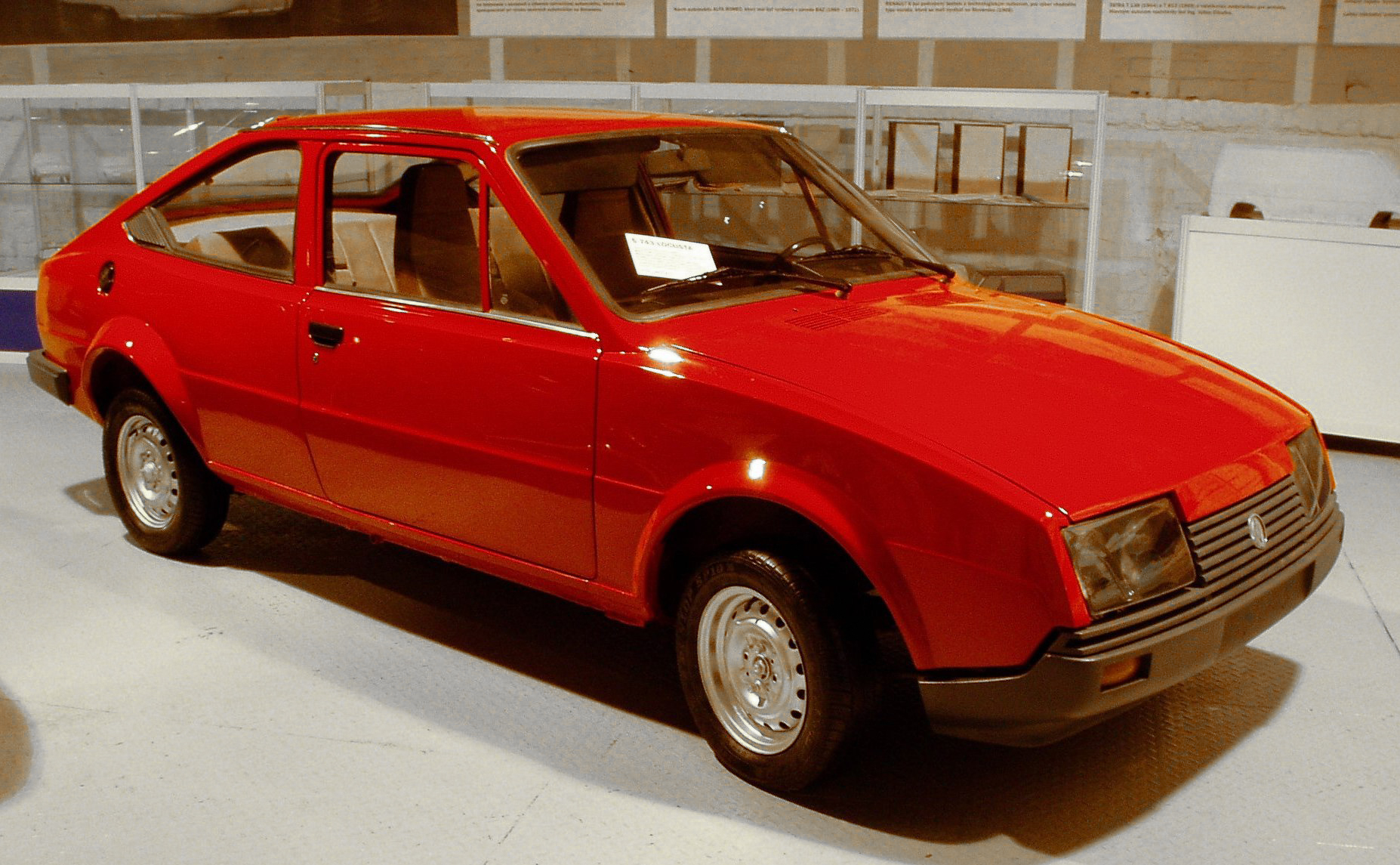
BAZ Locusta (1983) прототип
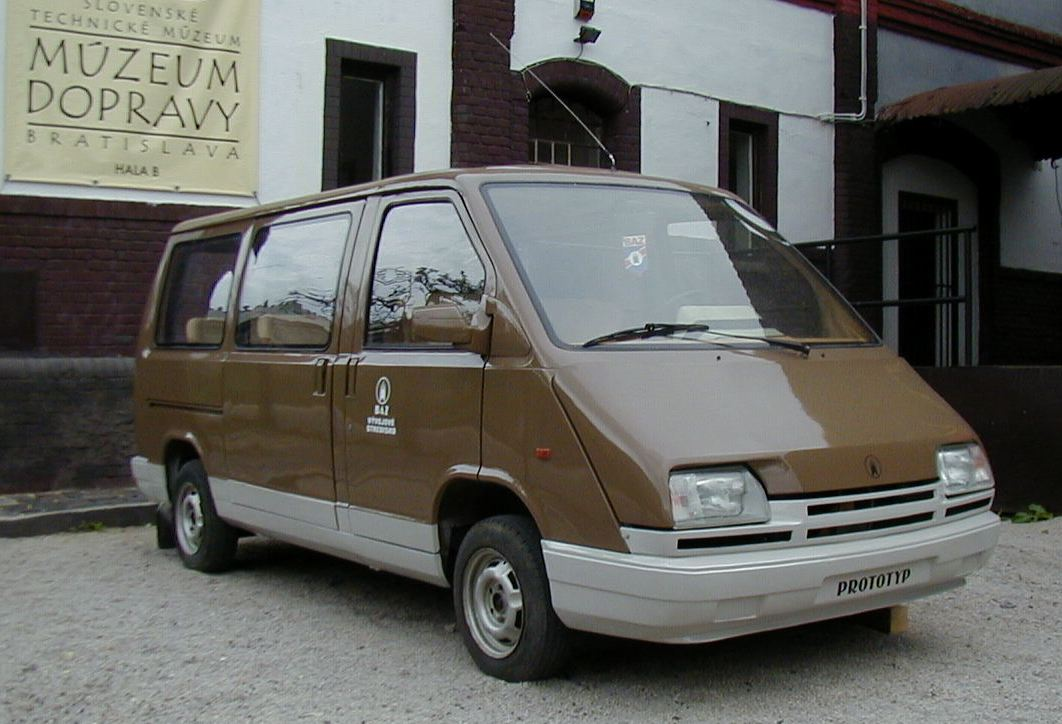
BAZ MNA (1988) прототип

## Сучасність

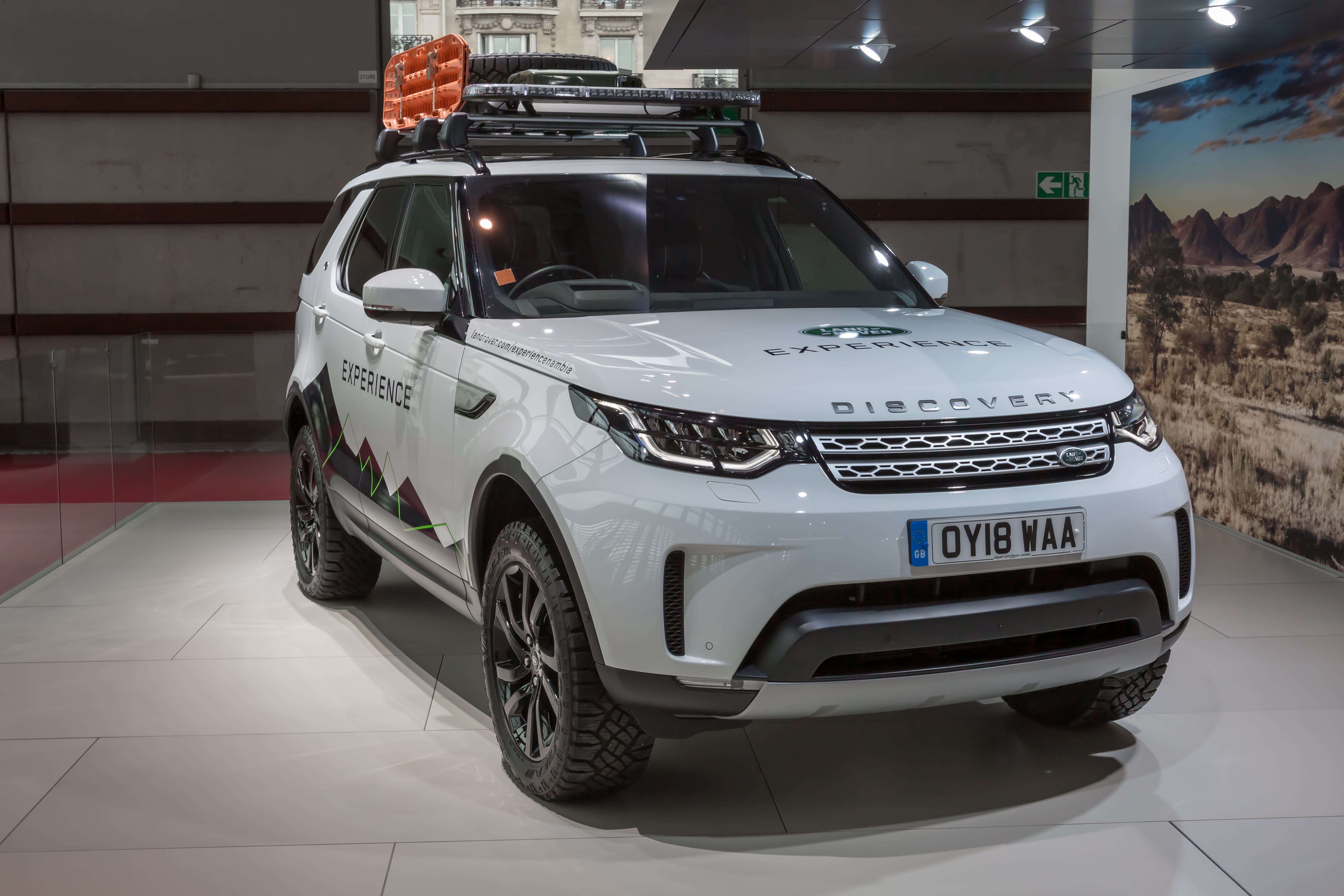
Land Rover Discovery 5 (2018–наш час)

Після розпаду Чехословаччини в 1993 році Чехія успадкувала велику частину своїх потужностей з виробництва автомобілів і з того часу зростала швидко за рахунок іноземних інвестицій. Хоча Volkswagen купив виробничі майданчики Škoda в Словаччині вже в 1991 році, проте отримав повний контроль тільки в 1999 році, коли була створена компанія Volkswagen Slovakia, яка насправді почала швидкий розвиток автопрому в Словаччині.
Тепер Словаччина є одним з істотних європейських (7-ме місце) та світових (18-те місце) автовиробників з річною продуктивність у понад 1 мільйон автомобілів і великим експортом в понад 100 країн світу. Виробники автомобілів в Словаччині, на даний час включають в себе 4 заводи з виробництва автомобілів: Volkswagen Slovakia в Братиславі, Kia Motors Slovakia в Жиліні, PSA Peugeot Citroën Slovakia в Трнаві та Jaguar Land Rover Slovakia в Нітрі. Існує також багато інших постачальників другого рівня.

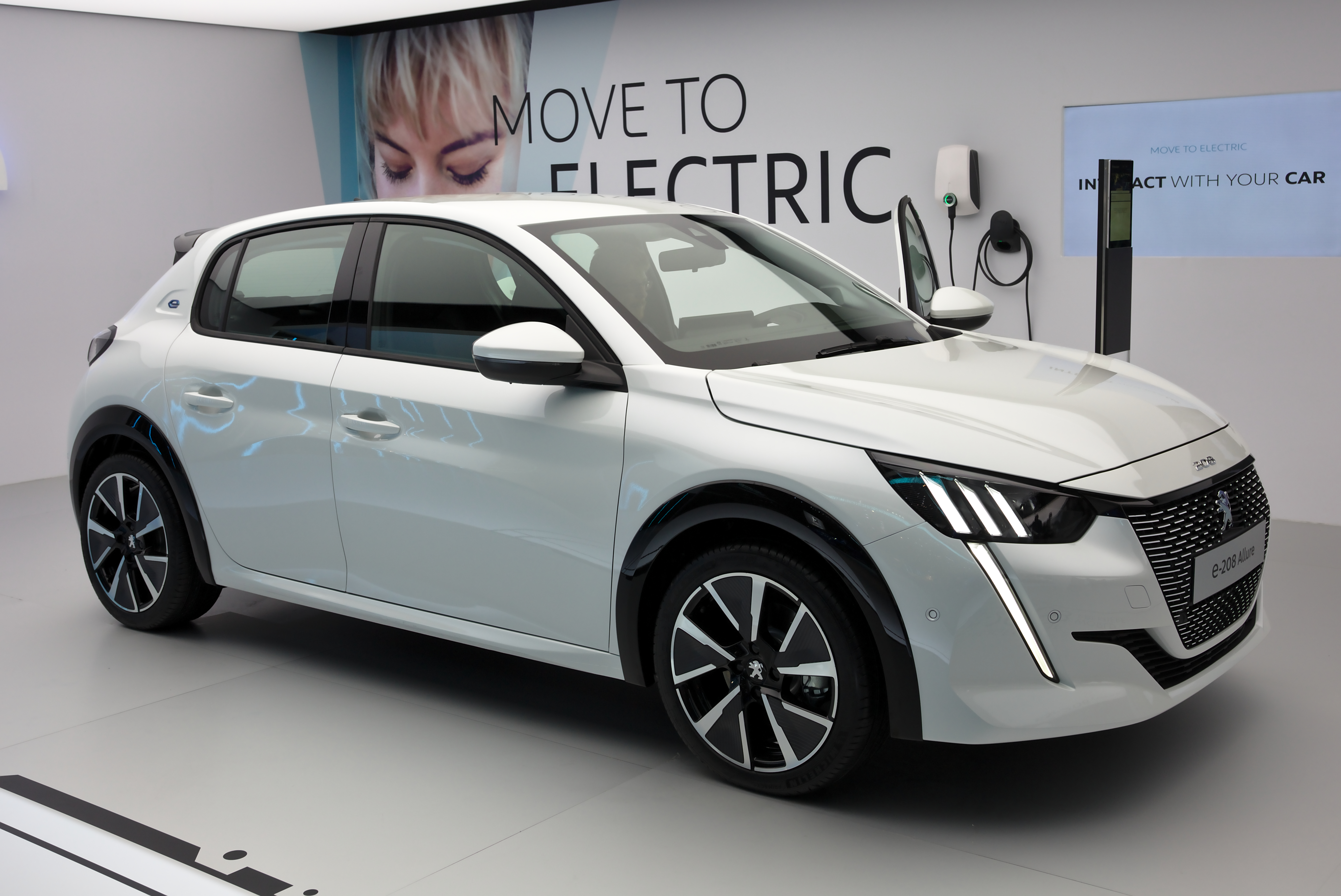
Peugeot 208 ІІ (2019–наш час)
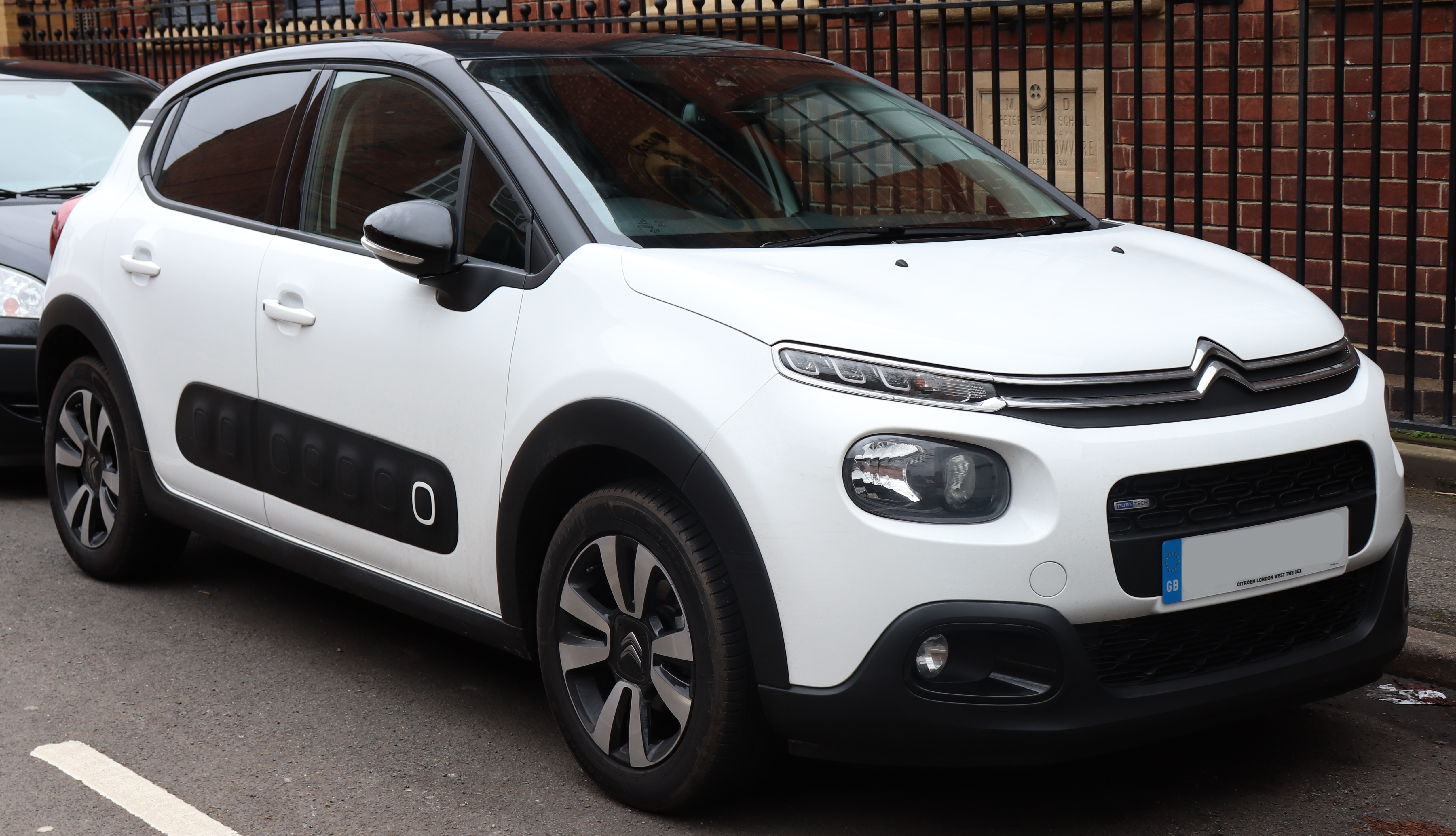
Citroën C3 III (2016–наш час)
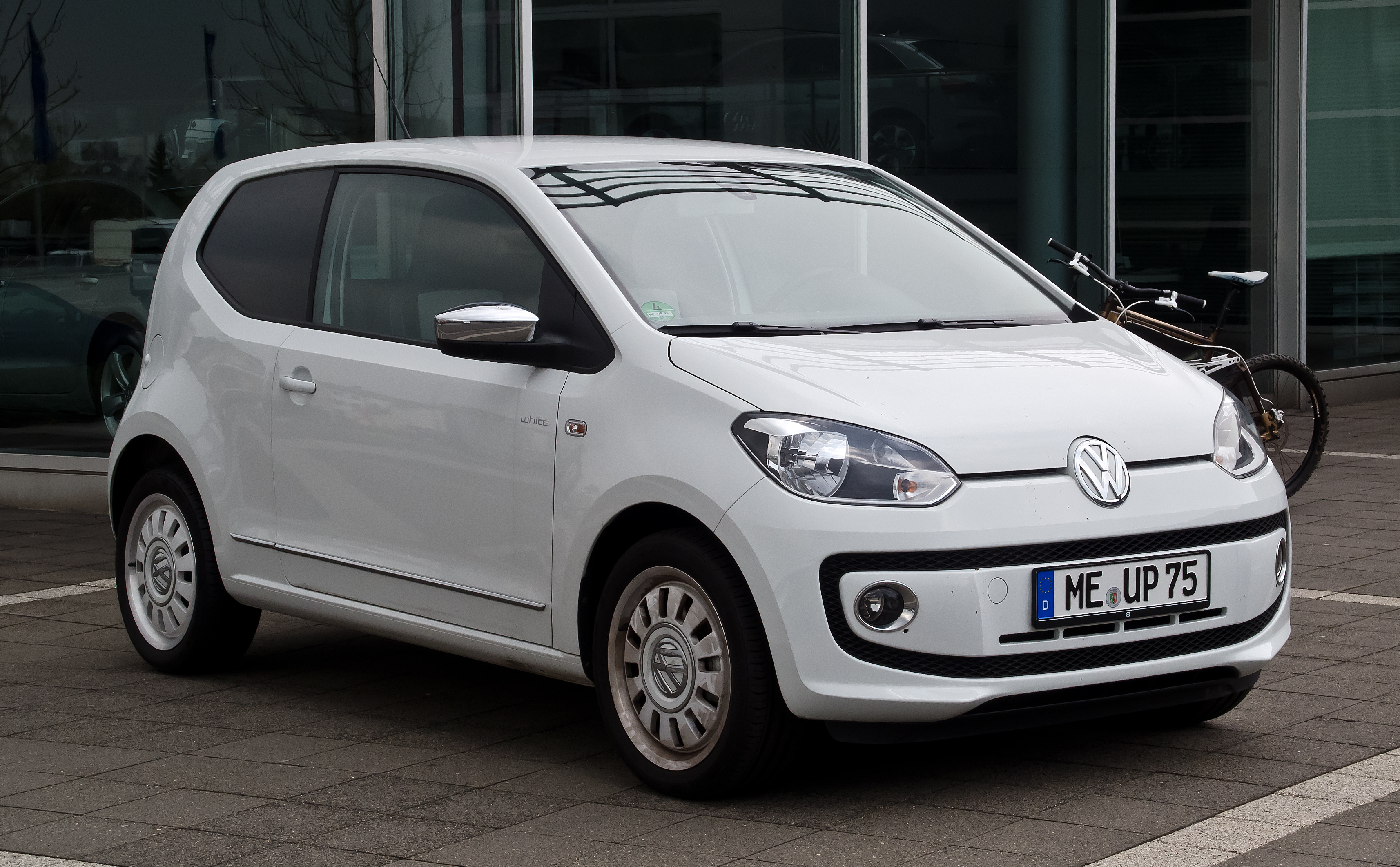
Volkswagen up! (2011–2023)
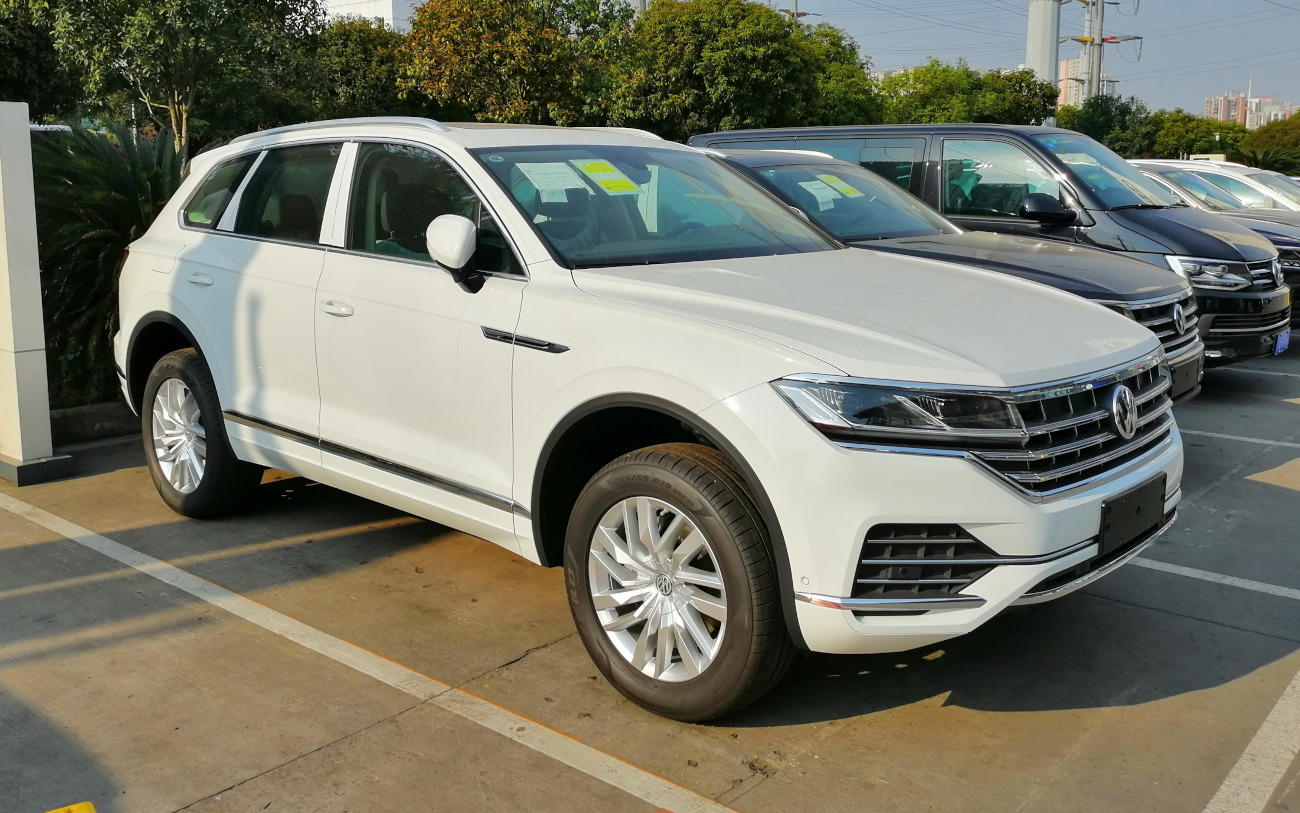
Volkswagen Touareg III (2018–наш час)
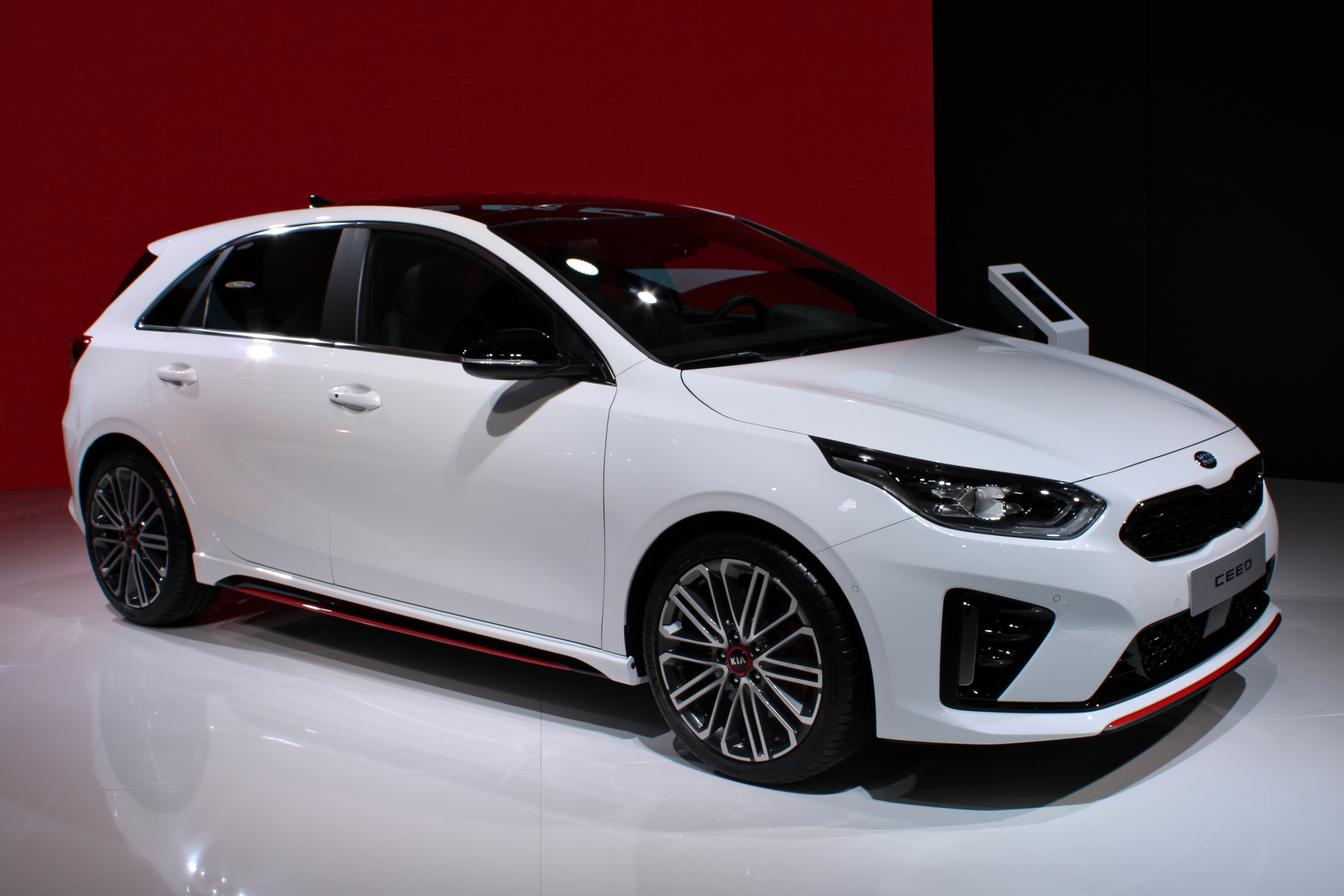
Kia Ceed (CD) (2018–наш час)
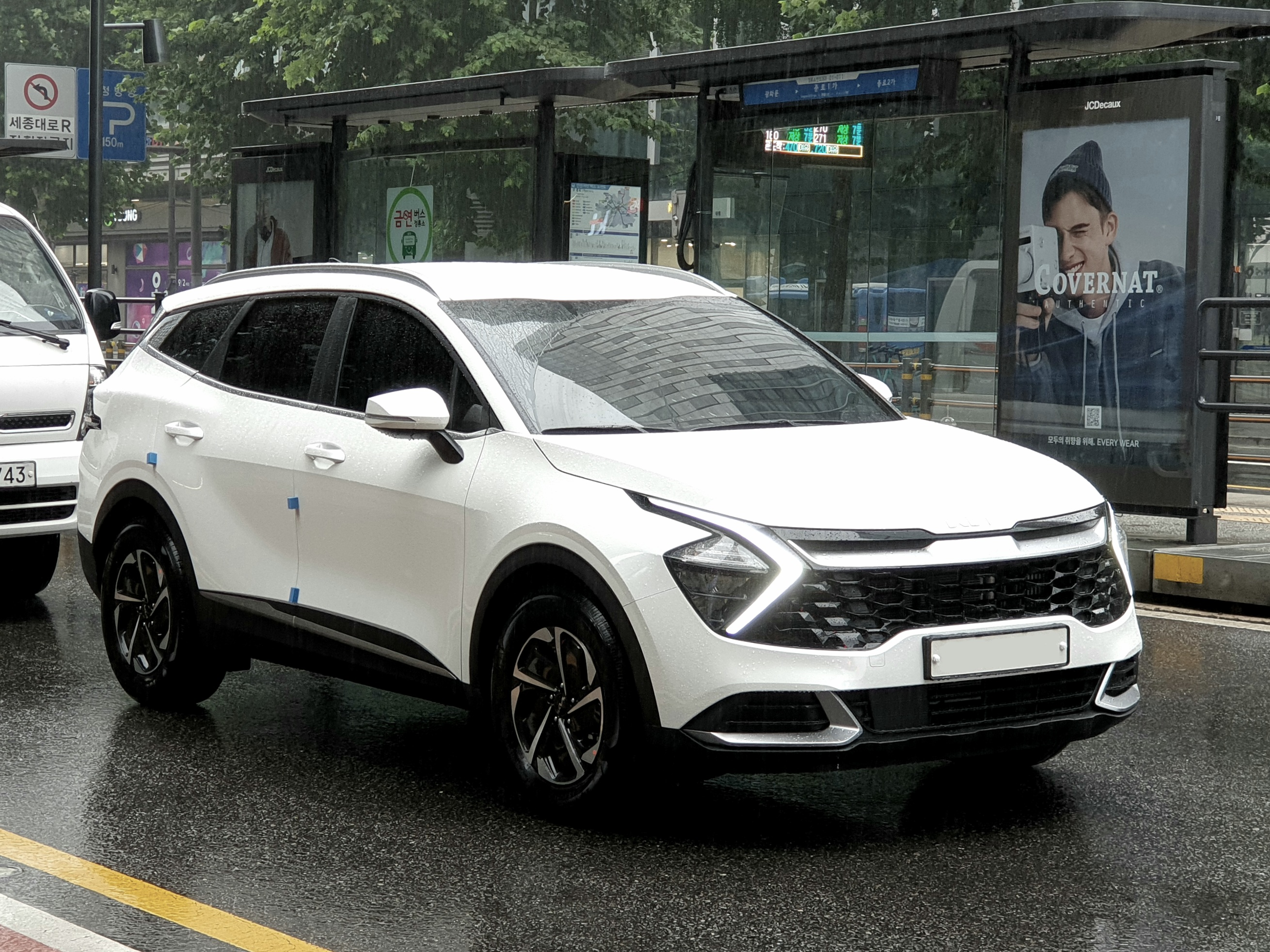
Kia Sportage (NQ5) (2021–наш час)

## Виробники

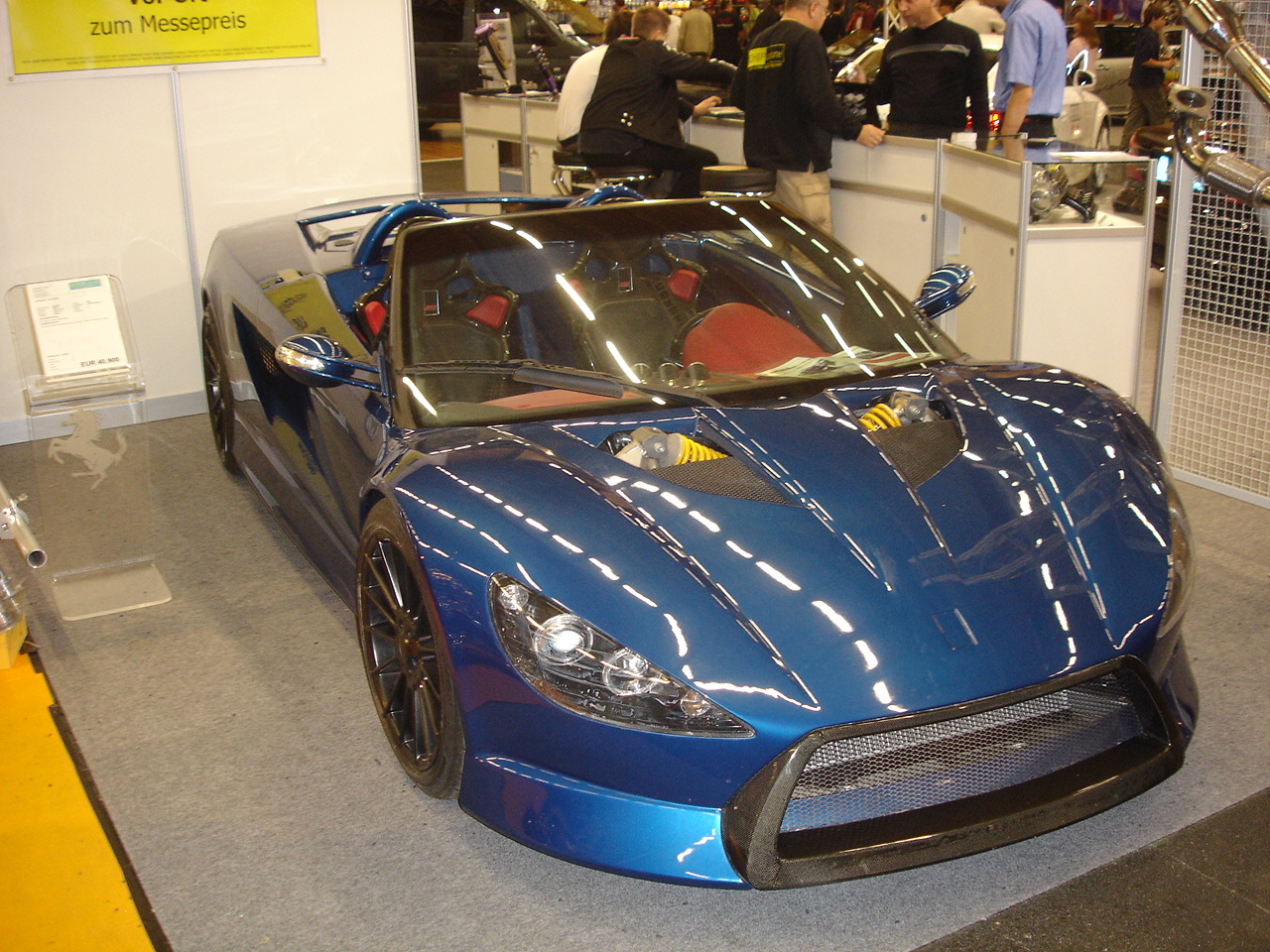
K-1 Attack

### Активні виробники
- Brutal
- Jaguar Land Rover Slovakia
- Kia Motors Slovakia
- K-1 Engineering
- PSA Peugeot Citroën Slovakia
- Volkswagen Slovakia

### Неіснуючі виробники
- Bratislavské automobilové závody
- Tatra (Bánovce nad Bebravou)
- Trnavské automobilové závody

## Обсяг виробництва за роками

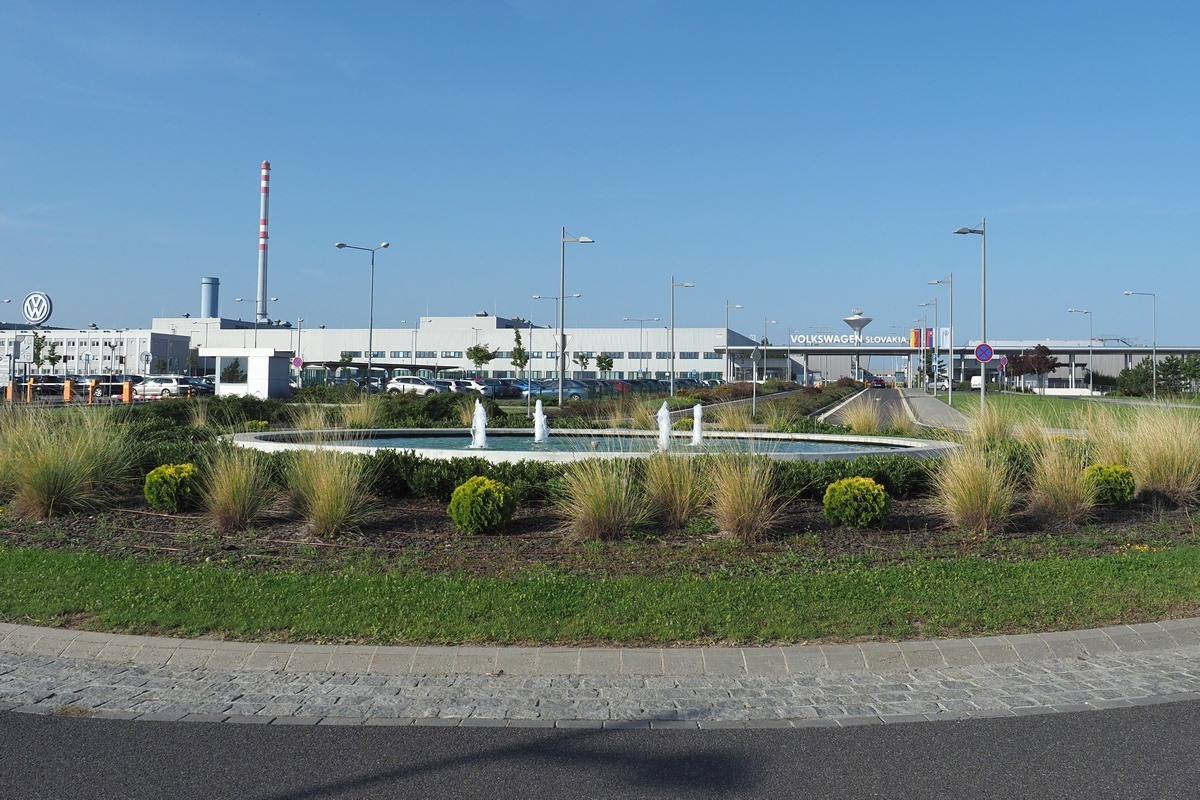
Завод Volkswagen Slovakia

| Рік  | Обсяг виробництва |
| ---- | ----------------- |
| 1995 | 22,600            |
| 2000 | 181,783           |
| 2005 | 218,349           |
| 2010 | 561,933           |
| 2011 | 639,763           |
| 2012 | 926,555           |
| 2013 | 975,000           |
| 2014 | 993,000           |
| 2015 | 1,035,503         |
| 2016 | 1,040,000         |
| 2017 | 1,001,520         |
| 2018 | 1,090,000         |
| 2019 | 1,107,902         |
| 2020 | 990,598           |
| 2021 | 1,000,000         |
| 2022 | 1,000,000         |
| 2023 | 1,080,000         |